# Мухтоловский район
Мухтоловский район — административно-территориальная единица в составе Горьковской области, а позднее Арзамасской областей, существовавшая в 1944—1957 годах. Центр — село (с 1946 — рабочий посёлок) Мухтолово.

## История
Мухтоловский район был образован в ноябре 1944 года в составе Горьковской области.
В состав района вошли Голяткинский, Кологреевский, Кузятовский, Личадеевский, Мечасовский, Миякушский, Мухтоловский, Нучинский, Саконский и Стёксовский сельские советы Ардатовского района. 12 апреля 1946 года село Мухтолово было преобразовано в рабочий посёлок, а Мухтоловский сельский совет — в поселковый совет. 29 апреля 1949 года из Чернухинского района в Мухтоловский был передан Селякинский сельский совет.  31 августа 1951 года Селякинский сельский совет был переименован в Балахонинский. 1 июля 1953 года из частей Кузятовского и Нучинского сельского совет был образован Ризадеевский сельский совет. В январе 1954 года была образована Арзамасская область, район был передан в её состав. В июне 1954 года Голяткинкий сельский совет был присоединён к Личадеевскому, Кологреевский — к Стёксовскому, Кузятовский и Нучинский — к Ризадеевскому. Мечасовский сельский совет был разделён между Стёксовским и Личадеевским, а Миякушский — между Саконским и Голяткинским. В апреле 1957 года была упразднена Арзамасская область, район передан в состав Горьковской области. В ноябре 1957 года Мухтоловский район был упразднён, а его территория передана в Ардатовский район.